# Maria Irene Ricci
Maria Irene Ricci (Roma, 17 febbraio 1996) è una pallavolista italiana, palleggiatrice della Black Angels Perugia.

## Biografia
È figlia di Francesco Ricci, sindaco di Chieti dal 2005 al 2010, e sorella di Giampaolo Ricci, giocatore professionista di pallacanestro.

## Carriera

### Club
Incomincia a muovere i primi passi nelle società della provincia di Chieti. Nella stagione 2015-16 entra a far parte della Dannunziana di Pescara, in Serie B1. Dopo un'annata in Serie B2 nella quale difende i colori della Sacrata, ritorna nella terza serie nazionale e si accasa all'Altino dove milita per tre stagioni.
Nella stagione 2020-21 firma in Serie A1 con la Trentino Rosa come seconda palleggiatrice, mentre nell'annata 2021-22 è di scena, in Serie A2, come palleggiatrice titolare dell'Helvia Recina dove viene confermata anche per il successivo campionato di Serie A1.
Per il campionato 2023-24 è di nuovo di scena nel campionato cadetto, ingaggiata dalla Wealth Planet Perugia, con la quale conquista la Coppa Italia di Serie A2. Lo stesso anno, la squadra riconquista inoltre l'immediato ritorno in Serie A1, dopo la vittoria del girone di regular season e quindi della pool promozione.
Per il campionato 2024-25 è la palleggiatrice titolare, sempre con la Black Angels Perugia, raggiungendo la salvezza a la conferma nella massima serie.

## Palmarès
- Coppa Italia di Serie A2: 1

2023-24